# 海边街道
海边街道，是中华人民共和国贵州省毕节市威宁彝族回族苗族自治县下辖的一个街道办事处。
2013年11月27日，贵州省人民政府批复同意从草海镇析置海边街道，辖西海村、海边村、下坝村、大洼塘村、普山村、燕山村、银龙村、黄仓村，街道办事处驻大洼塘村。

## 行政区划
海边街道下辖以下地区：
下坝村、大洼塘村、燕山村、银龙村、海边村、西海村、黄仓村和普山村。